# Stanislaus Ladusãns
Stanislaus Ladusãns (Rudzeiši, Letonia, 22 de agosto de 1912 - Río de Janeiro, Brasil, 25 de julio de 1993) fue un sacerdote y profesor del Conjunto de Investigación Filosófica de la Pontifícia Universidade Católica do Rio de Janeiro, miembro de la Academia Brasileña de Filosofía, enviado a Brasil por la Compañía de Jesús el 17 de febrero de 1947. Ya ordenado sacerdote, doctor en Filosofía por la Pontificia Universidad Gregoriana. Desde 1953 Stanislaus Ladusãns asumió la dirección de la Biblioteca del Centro de Estudios Avanzados de la Compañía de Jesús, que se especializa en Filosofía y Teología, que se inició en Nova Friburgo, Río de Janeiro, dándole un impulso decisivo.
Fue tutor del filósofo, periodista, escritor e ensayista brasileño Olavo de Carvalho en la Pontificia Universidad Católica de Río de Janeiro. El padre Paulo Ricardo, alumno de Carvalho, es una influencia moderna del pensamiento de Ladusãns.

## Libros
- Humanismo pluridimensional, Loyola, 1974, v. 2, 1037 p.
- Rumos da filosofia atual no Brasil; em auto-retratos, Loyola, 1976, v. 1. il.
- Pensamento parcial e total, Loyola, 1977, 294 p.
- Criatividade filosófico-cristã hoje, Presença, 1982, 27 p. (Colección "Tema atual", 50).
- Gnosiologia pluridimensional; fundamentos fenomenológico-críticos do conhecimento da verdade, Presença, 1982, 2ª ed., 59 p. (Colección "Tema atual", 51-52).
- Originalidade cristã da filosofia, Presença, 1984, 24 p. (Colección "Tema atual", 72).
- Verdade e certeza, Presença, 1986, 50 p.
- A análise social filosófico-cristã, Presença, 1988, 361 p.
- Questões atuais de bioética, Loyola, 1990, 361 p.
- LADUSÃNS, Stanilavs. O Silêncio que não Silência. Sobretiro de Humanitas, Número 20. Universidad de Nuevo León – 1979.